# ميخائيل ياكوبس
ميخائيل ياكوبس (بالألمانية: Michael Jakobs)‏ هو لاعب كرة قدم ألماني في مركز الدفاع، ولد في 18 يوليو 1959 في أوبرهاوزن في ألمانيا. شارك مع منتخب ألمانيا ب لكرة القدم ‏. أما مع النوادي، فقد لعب مع روت فايس أوبرهاوزن وشالكه 04 وفاتنشايد 09 ونادي بوخوم ونادي هرتا برلين.

## وصلات خارجية
- ميخائيل ياكوبس على موقع قاعدة بيانات كرة القدم.إي يو (الإنجليزية)
- ميخائيل ياكوبس على موقع بيانات كرة القدم. دي إي (الألمانية)